# Столкновение над Большим каньоном (1956)
Столкновение над Большим каньоном (1956) — крупная авиационная катастрофа, произошедшая утром в субботу 30 июня 1956 года. Над Большим каньоном (Аризона, США) столкнулись авиалайнеры Douglas DC-7 авиакомпании United Air Lines (UAL) (рейс UA718 Лос-Анджелес—Чикаго) и Lockheed L-1049-54-80 Super Constellation авиакомпании Trans World Airlines (TWA) (рейс TWA002 Лос-Анджелес—Канзас-Сити). Погибли все находившиеся на обоих самолётах 128 человек — 58 на DC-7 (53 пассажира и 5 членов экипажа) и 70 на L-1049 (64 пассажира и 6 членов экипажа).
Катастрофа стала крупнейшей в истории США до 16 декабря 1960 года, превзойдя катастрофу C-124 в Мозес-Лейке с 87 погибшими более чем в 1,5 раза. Поднялся широкий резонанс и были внесены серьёзные изменения в организацию управления воздушным движением в стране.

## Предшествующие обстоятельства
К середине 1950-х годов в Соединённых Штатах Америки наблюдался рост пассажирских перевозок. Самолётов в небе становилось всё больше, но при этом радарное сопровождение могло вестись лишь близ аэропортов, тогда как значительная часть страны была не оборудована радарами, поэтому наблюдение за самолётами велось лишь по докладам с самолётов в центры полётов о прохождении опорных точек. В таких условиях ежедневно в среднем происходило свыше четырёх опасных расхождений самолётов (на расстоянии менее 30 метров).

### Рейс Trans World Airlines-002
Утром 30 июня 1956 года к вылету из аэропорта Лос-Анджелеса готовился рейс TWA002 авиакомпании Trans World Airlines (TWA) (Лос-Анджелес—Канзас-Сити). Его выполнял авиалайнер Lockheed L-1049-54-80 Super Constellation (регистрационный номер N6902C, серийный 4016, прозвище Конни (англ. Connies), имя Star of the Seine), налетавший на день катастрофы 10 519 часов. Этот самолёт был первым представителем семейства Lockheed Super Constellation в строю TWA. Он был передан ей в 1952 году, а 19 октября 1953 года прославился, совершив первый в истории гражданской авиации беспосадочный полёт Лос-Анджелес—Нью-Йорк, в связи с чем даже был изображён на рекламных буклетах авиакомпании. К тому же на то время в истории внутренней американской авиации не было ни одного происшествия с участием L-1049.
Состав экипажа рейса TWA002 был таким:
- Командир воздушного судна (КВС) — 41-летний Джон С. Ганди (англ. John S. Gandy). Очень опытный пилот, проработал в авиакомпании TWA 17 лет (с 1939 года), в 1942 году был квалифицирован на должность командира Douglas DC-3. Налетал 14 922 часа, 7208 из них на самолётах Lockheed Constellation.
- Второй пилот — 31-летний Джеймс Г. Ритнер (англ. James H. Ritner). Опытный пилот, проработал в авиакомпании TWA 5 лет (с 1951 года). Налетал 6976 часов, 825 из них на самолётах Super Constellation.
- Бортинженер — 37-летний Форрест Д. Брейфогл (англ. Forrest D. Breyfogle).
- Сменный бортинженер — 35-летний Гарри Г. Аллен (англ. Harry H. Allen). Новый сотрудник авиакомпании TWA, летел в Канзас-Сити как дополнительный член экипажа.

В салоне самолёта работали две стюардессы:
- Трэсин Э. Армбрустер (англ. Tracine E. Armbruster), 30 лет. В TWA с 1950 года.
- Бэт Э. Дэвис (англ. Beth E. Davis), 25 лет. В TWA с 1953 года.

На борту самолёта находились 64 пассажира, причём 11 из них были сотрудниками TWA, выигравшими в специальном розыгрыше лотереи бесплатные билеты. Сам КВС летел по данному маршруту уже в 178-й раз.

### Рейс United Air Lines-718
По соседству с ним на перроне стоял Douglas DC-7 авиакомпании United Air Lines (UAL) (регистрационный номер N6324C, заводской 44288, серийный 540, имя Mainliner Vancouver), который должен был выполнять рейс UA718 «The Hollywood» по маршруту Лос-Анджелес—Чикаго. Самолёты DC-7 являлись основными конкурентами L-1049, так как имели более высокие скорость и дальность полёта. Сам Mainliner Vancouver был одним из первых DC-7 в авиапарке UAL, при этом он был передан ей всего 18 месяцев назад и налетал на день катастрофы 5115 часов, то есть был относительно новым. К тому времени в истории DC-7 не было ни одного авиапроисшествия.
Состав экипажа рейса UA718 был таким:
- Командир воздушного судна (КВС) — 48-летний Роберт Ф. Ширли (англ. Robert F. Shirley). Очень опытный пилот, проработал в авиакомпании UAL 19 лет (с 1937 года). Налетал 16 492 часа.
- Второй пилот — 36-летний Роберт У. Хармс (англ. Robert W. Harms). Опытный пилот, проработал в авиакомпании UAL 5 лет (с 1951 года). Налетал на DC-7 всего 230 часов.
- Бортинженер — 39-летний Жирард К. Фиоре (англ. Girardo X. Fiore). Проработал в авиакомпании UAL 8 лет (с 1948 года, в должности бортинженера — с 1951 года).

В салоне самолёта работали две стюардессы:
- Маргарет Э. Шоудт (англ. Margaret A. Shoudt), 26 лет. В UAL с 1954 года.
- Нэнси Кемнитц (англ. Nancy Kemnitz), 24 года. В UAL с 1954 года.

На борту самолёта находились 53 пассажира.

## Хронология событий

### Взлёт
Рейс TWA002 должен был вылететь в 08:30, но задержался из-за небольшого ремонта, занявшего 10 минут, после чего командир запросил разрешение на взлёт. В 09:01 рейс 002 взлетел с ВПП №24 (по другим данным — №25L), после чего занял эшелон FL190 (5800 метров) и на скорости 500 км/ч по правилам полётов по приборам (ППП) сперва направился на северо-восток в сторону Даггета, после прохождения которого должен был повернуть налево и лететь по магнитному курсу 059° на частоте радиомаяка в Тринидаде, перейдя тем самым в неконтролируемое воздушное пространство.
Через 3 минуты, в 09:04, с ВПП №25L взлетел рейс UA718. Он занял эшелон FL210 (6400 метров) и на скорости 533 км/ч по ППП сперва направился в сторону радиомаяка в Палм-Спрингс, после прохождения которого самолёт повернул налево к радиомаяку в Нидлсе, находясь при этом южнее рейса 002. После прохождения Нидлса рейс 718 должен был направляться по радиомаяку в Дуранго, перейдя в неконтролируемое воздушное пространство и направляясь на северо-северо-восток.

### Полёт к Большому каньону
Траектории рейсов 002 и 718 пересекались под углом около 15° в точке Пэйнтед-Дезерт, что у восточного края Большого каньона. Благодаря разнице по высоте в 600 метров это расхождение должно было быть безопасным. Однако, вскоре после вылета, командира рейса 002 начали беспокоить грозовые облака, образующиеся близ траектории их полёта, причиной чего были мощные вертикальные потоки, способные нарушить полёт самолёта. Менее чем через 20 минут после вылета он связался с оператором своей авиакомпании (TWA) и попросил его, чтобы тот отправил запрос в УВД Лос-Анджелеса на занятие рейсом 002 эшелона FL210 (6400 метров), чтобы уйти от образующихся у них по курсу облаков. В то время это было обычной практикой, так как у пилотов часто не было прямой связи с диспетчерами. При этом, отправляя запрос, КВС добавил, что если эшелон FL210 будет недоступен, то он бы хотел 1000 сверху, прежде чем будет доступен эшелон FL210.
Авиадиспетчер из УВД Лос-Анджелеса, после получения запроса, связался с коллегой в УВД Солт-Лейк-Сити, который следил за воздушным пространством, к которому подходил рейс 002:

— Как вы смотрите на запрос TWA 2 в два один тысяча? Я вижу у вас United 718, пересекающий его путь на высоте два один тысяча.

— Да, верно. Их курсы пересекают друг друга.
Оригинальный текст (англ.)
— TWA 2 is requesting two one thousand, how does it look? I see you have United 718 crossing his altitude in his way at two one thousand.

— Yes, their courses cross and they are right together.

После этого диспетчер УВД Лос-Анджелеса связался с оператором из TWA.

— Оператор, TWA 2 в два один тысяча отказано.

— Минуточку. Я полагаю, что он хочет тысячу сверху. Да, тысячу сверху, пока он не может получить его.

— УВД допускает TWA 2 поддерживать 1000 сверху. Предупредите TWA 2 о маршруте United 718, курсом на Дуранго, ожидаемое прохождение Нидлса в 9:57.
Оригинальный текст (англ.)
— Advisory, TWA 2, unable to approve two one thousand.

— Just a minute. I think he wants a thousand on top, yes a thousand on top until he can get it.

— ATC clears TWA 2 maintain at least 1,000 on top. Advise TWA 2 his traffic is United 718, direct Durango, estimating Needles at 9:57.

Таким образом, диспетчер УВД запретил рейсу TWA002 подъём до эшелона FL210 и сохранять FL190, но, по умолчанию, разрешил в случае необходимости подъём на 300 метров выше. Это допускалось действовавшими тогда правилами для полётов в неконтролируемом воздушном пространстве по ПВП, в том числе по распространённому правилу «Наблюдай и будь заметен» (англ. See and be seen). Диспетчер был уверен, что опыт пилотов обеспечит безопасное расхождение самолётов, тем более при разнице по высоте в 300-600 метров.
Оператор авиакомпании связался с рейсом TWA002 и передал, что подъём до FL210 отклонён, но разрешено правило «1000 сверху» и при этом стоит учитывать, что на эшелоне FL210 будет пересечение с рейсом UA718. КВС рейса 002 повторил полученную информацию и начал набор высоты. В отличие от рейса 002, информация об изменениях в трафике не была передана рейсу 718, ведомому диспетчерами из УВД в Солт-Лейк-Сити, но, в соответствии с действовавшими тогда нормами, это не было обязательным требованием. А в это время экипаж рейса 002 интерпретировал разрешение полёта по правилу «1000 сверху» как разрешение занять более высокие эшелоны и после прохождения 6000 метров продолжил набор высоты.
В 09:58 рейс UA718 доложил о прохождении контрольной точки Нидлса, высоте полёта 6400 метров и об оценочном прохождении Пэйнтид-дезерт в 10:31. Несмотря на полёт в другом часовом поясе, самолёты продолжали ориентироваться относительно часового пояса аэропорта вылета. В 09:59, через 1 минуту после рейса UA718, рейс TWA002 связался с УВД Лас-Вегаса и доложил о прохождении озера Мохаве в 09:55 и об оценочном прохождении Пэйнтид-дезерт в 10:31, а также о том, что, летя по правилу «1000 сверху», рейс 002 уже находился на эшелоне FL210. В 10:13 оба рейса связались с УВД Солт-Лейк-Сити и доложили о своём нахождении. Авиадиспетчер в Солт-Лейк-Сити знал, что траектории обоих рейсов пересекаются под углом примерно 13° над Большим каньоном и что оба самолёта будут в точке пересечения примерно в одно и то же время на одной и той же высоте. Но, согласно тогдашним нормам ПВП, он не был обязан предупреждать об этом пилотов, так как считалось, что они сами заблаговременно увидят друг друга.
В 10:31 диспетчеры в УВД Солт-Лейк-Сити услышали слабую радиопередачу, которую не смогли разобрать, и потому не придали поначалу ей серьёзного значения, ожидая, что связавшийся самолёт повторно выйдет на связь. Но повторной радиопередачи не было. Прошло несколько минут, как рейсы 002 и 718 должны были доложить о прохождении контрольной точки Пэйнтид-дезерт, но ни тот, ни другой лайнеры на связь не вышли. В 11:51, после неудачных попыток связаться с самолётами, оба рейса были объявлены пропавшими без вести и начались их поиски.

### Столкновение
Из-за усилившегося встречного ветра оба лайнера подошли к Большому каньону на несколько минут позже ожидаемого. Вылетевший из Лос-Анджелеса на 3 минуты позже рейс 718, благодаря более высокой скорости, к тому времени уже значительно сократил отставание и к точке пересечения самолёты подходили практически одновременно. В тот день над Большим каньоном облака были даже больше, чем над тихоокеанским побережьем, а их верхняя граница достигала 7500 метров. Летя на эшелоне FL210 (6400 метров), пилоты стали маневрировать, избегая попадания в облака и также предоставляя пассажирам возможность увидеть красочные виды простирающегося внизу Большого каньона. Однако у самих пилотов из-за конструкции фонаря кабин обзор был сильно ограничен — 17% у L-1049 и менее 14% у DC-7.
Неожиданно пилоты рейса 718 увидели слева от себя быстро приближающийся рейс 002 и резко направили свой самолёт вправо и вниз, но высокая скорость и малое расстояние не позволили им уйти от столкновения. В 10:31 рейс UA718 с примерной скоростью 469 ф/сек (143 м/сек или 515 км/ч) под углом около 25° концом левого крыла врезался в центральную часть трёхкилевого хвостового оперения рейса TWA002, а через доли секунды его двигатель №1 (левый крайний) врезался в фюзеляж чуть позади главной двери и его мощные винты отрубили всю хвостовую часть полностью. Из-за взрывной декомпрессии часть пассажиров и вещей из L-1049 выбросило наружу. Сам лайнер из-за потери хвостовой части перешёл почти в вертикальное пикирование и с ориентировочной скоростью более 700 ф/сек (214 м/сек) врезался в северо-восточный склон останца Храм (англ. Temple Butte) на высоте около 1036 метров над уровнем моря и взорвался. Отрубленная и относительно уцелевшая хвостовая часть упала на землю примерно в 503 метрах севернее.
DC-7, потерявший часть левого крыла и тягу двигателя №1, а также возможность управления элеронами, вероятно, перешёл в штопор и понёсся вниз. В этот момент в УВД Солт-Лейк-Сити и было передано то самое слабое радиосообщение, при прослушивании которого следователи позже смогли разобрать слова второго пилота: Salt Lake, United 718… ah… we're going in (англ. Солт-Лейк, Юнайтед 718… ах… мы идём в), а на заднем плане при этом были слышны крики КВС: Up… Up! (англ. Вверх… Вверх!). Пилоты пытались спасти самолёт, но, пролетев над слиянием рек Колорадо и Литл-Колорадо, рейс UA718 на большой скорости врезался в склон южной части останца Чуар (англ. Chuar Butte) на высоте около 1231,4 метра над уровнем моря всего в нескольких метрах от верхнего края (высота Чуара в месте удара была 1234,4 метра, а максимальная — 1949 метров над уровнем моря) и взорвался. Расстояние между упавшими самолётами составило около 1,9 километров.

### Поиск обломков
Воздушное пространство над Большим каньоном не охватывалось радарами, а последние данные о положении самолётов поступали в 10:13, то есть не могли дать точных сведений о месте исчезновения авиалайнеров.
Утром 30 июня два брата Генри и Пален Хаджины (англ. Henry and Palen Hudgin), работавшие в авиакомпании Grand Canyon Airlines, совершали экскурсионный полёт неподалёку от устья Литл-Колорадо. Они увидели столб дыма, исходящий с одного из склонов останца Храм, но решили, что дым вызван ударом молнии (над каньоном в тот день были большие грозовые облака). Но вскоре после возвращения на аэродром братья узнали об исчезновении двух гражданских самолётов. Поэтому Генри и Пален сели на самолёт Piper Tri-Pacer и полетели к месту обнаружения дыма. При пролёте на небольшой высоте они увидели большой обломок, в котором смогли опознать хвостовое оперение от Lockheed L-1049-54-80 Super Constellation. В нескольких метрах они вскоре увидели основные обломки лайнера TWA, но не увидели среди них никаких признаков выживших. Из-за наступающей темноты Генри и Пален не смогли найти лайнер UAL и были вынуждены вернуться. Утром в воскресенье 1 июля они вновь вылетели к первоначальному месту обнаружения обломков, и вскоре близ слияния рек Колорадо и Литл-Колорадо на склоне останца Чуар, в 1,9 километрах от L-1049, они обнаружили обломки Douglas DC-7.
В тот же день к месту падения рейса 002 прибыл военный вертолёт и приземлился примерно в 150 метрах над дном каньона, после чего прилетевшие на нём медики после осмотра места падения констатировали отсутствие выживших. Ещё один вертолёт завис над местом падения рейса 718 и вскоре также подтвердил отсутствие выживших. Всего погибли 128 человек (58 на DC-7 и 70 на L-1049), что на тот момент было крупнейшей катастрофой гражданских самолётов в мире. Впервые в истории гражданской авиации в авиакатастрофе погибли свыше 100 человек.

## Расследование
Исчезновение сразу обоих лайнеров в одном и том же районе уже изначально вызвало подозрения в том, что они столкнулись в полёте. В пользу этого указывало и относительно близкое расположение обломков рейсов TWA002 и UA718, а также отделившаяся хвостовая часть у рейса 002.
Однако, не имея основных доказательств, следователи поначалу избегали оглашения каких-либо версий случившегося. Но вскоре была обнаружена задняя грузовая дверь багажного отсека самолёта L-1049, в которой был найден застрявший винт от DC-7, имевший характерный красно-бело-синий окрас кончиков лопастей. Это было прямым подтверждением столкновения самолётов во время полёта.

## Культурные аспекты
- Тони Хиллерман[англ.] в своём романе «Человек-скелет[англ.]» (2004) использует это событие как фон, на котором происходят события его истории.
- Столкновение рейсов 002 TWA и 718 UAL показано в 12 сезоне канадского документального телесериала Расследования авиакатастроф в серии Катастрофа в Большом Каньоне.
- Катастрофа упоминается в романе «Аэропорт» Артура Хейли.
- Также эта катастрофа упоминается в книге И. А. Муромова «100 великих авиакатастроф» в главе Столкновение самолётов DC-7 и «Супер констеллейшн».

## Аналогичные авиакатастрофы
- Столкновение над Нью-Йорком
- Столкновение над Большим каньоном (1986)

### Комментарии
1. ↑  Здесь и далее указано Тихоокеанское стандартное время — PST
2. ↑  «1000 сверху» (англ. 1000 on top) — распространённое тогда выражение (хотя и не точное), означающее занятие высоты на 300 метров выше облаков